# Crackdown 3
Crackdown 3 é um jogo eletrônico de ação-aventura de tiro em terceira pessoa com um estilo sandbox publicado pela Microsoft Studios exclusivamente para a Xbox One e Windows 10. Foi produzido pelos estúdios britânicos Rockstar Dundee e Sumo Digital, e realizado pelo criador da série David Jones. O jogo foca-se na destruição em larga escala do Microsoft Azure, que permite que tudo no jogo possa ser destruído.